# Ерік Мессершмідт
Е́рік Мессершмі́дт, ASC (англ. Erik Messerschmidt, нар. 23 жовтня 1980) — американський кінооператор. Найбільш відомий співпрацею з Девідом Фінчером над фільмами «Манк» та «Вбивця» (як оператор-постановник) та «Загублена» (як гаффер), а також над серіалом «Мисливець за розумом» для Netflix. Крім того, знімав епізоди телесеріалів «Фарґо», «Легіон» і «Виховані вовками». У квітні 2021 року він отримав головну нагороду Американського товариства кінооператорів та премію «Оскар» за найкращу операторську роботу за фільм «Манк».

## Життєпис
Мессершмідт народився в Портленді, штат Мен, і виріс у Кейп-Елізабет. Він вивчав кіновиробництво в коледжі Емерсона в Бостоні, де був однокурсником режисера Джеремії Загара та працював співрежисером-постановником у його незалежному документальному фільмі «In a Dream» (2008), який отримав низку нагород. У травні 2020 року Ерік одружився з Наярою Ейзагірре-Паулос.
У січні 2025 року будинок Мессершмідта в Альтадені, був знищений пожежею в Ітоні. У той час він перебував в Іспанії з Ейсагірре-Паулос та їхньою новонародженою донькою.

## Кар'єра
Після переїзду до Лос-Анджелеса Мессершмідт працював граффером у таких телесеріалах, як «Кістки», «Усі ненавидять Кріса» та «Божевільні». За цей час він здобув досвід роботи і оператором-постановником, знімаючи рекламні ролики, короткометражні фільми та документальні фільми. Мессершмідт співпрацював з кінооператором Джеффом Кроненветом, який рекомендував його режисеру Девіду Фінчеру. Фінчер найняв Мессершмідта граффером у «Загублену», а пізніше — оператором-постановником більшості епізодів серіалу «Мисливець за розумом» та фільму «Манк».
У «Мисливці за розумом» Мессершмідт пояснив, що палітра кольорів «має ненасичений зелено-жовтий вигляд… [це] допомагає надати шоу атмосферу епохи». Він заявив, що ефект досягається завдяки дизайну постановки, костюмам та місцям зйомок, а не обов'язково завдяки освітленню, що використовується на знімальному майданчику.

## Фільмографія

### Кінофільми
| Рік  | Назва                 | Режисер         | Примітка |
| ---- | --------------------- | --------------- | -------- |
| 2020 | Манк                  | Девід Фінчер    |          |
| 2022 | Вищий пілотаж         | Джастін Діллард |          |
| 2023 | Вбивця                | Девід Фінчер    |          |
| 2023 | Феррарі               | Майкл Манн      |          |
| 2026 | Собачі зірки *        | Рідлі Скотт     | Зйомки   |
| 2026 | Пригоди Кліффа Бута * | Девід Фінчер    | Зйомки   |

### Телебачення
| Рік       | Назва                | Епізод(и)            |
| --------- | -------------------- | -------------------- |
| 2017–2019 | Мисливець за розумом | 16 епізодів          |
| 2018–2019 | Легіон               | S2-E9, S2-E10, S3-E8 |
| 2020      | Виховані вовками     | S1-E5, S1-E6, S1-E9  |
| 2020      | Фарґо                | S4-E11               |
| 2025      | Наркозлодії          | S1-E1                |